# Guidjel
Guidjel est une commune de la wilaya de Sétif en Algérie.

## Géographie
La commune de Guidjel est composée de deux sites distincts : Ras el Ma et Bir labied distants de trois kilomètres mais aussi des douars de Lamech, Khlef, Biryaka et autres.